# KleyReX
Der Kleyer-Rebstöcker-EXchange (KleyReX) ist ein Internet-Knoten mit Standort Frankfurt am Main. Er ist seit 1. September 2002 in Betrieb und wird von der GHOSTnet GmbH betrieben.
Der Name ist auf die Frankfurter Straßenkreuzung Kleyerstr. und Rebstöcker Str. zurückzuführen, an welcher sich zentrale Knoten der europäischen Glasfasernetze befinden. Der KleyReX nutzt Netzwerk-Technik von Foundry Networks, Cisco Systems und Cube Optics.
Der KleyReX hat mehr als 470 Teilnehmer (Stand: Oktober 2022), die mit Bandbreiten von 100 Mbit/s bis 100 Gbit/s angeschlossen sind. Er ist an mehr als 15 Standorten mit eigener Switchinfrastruktur vertreten. Der Datenaustausch („Peering“) zwischen den Providern erfolgt über IPv4 und IPv6.
Im Oktober 2022 war KleyRex nach Anzahl der Peers zweitgrößter Internetknoten Deutschlands nach dem DE-CIX in Frankfurt, im europäischen Vergleich war KleyReX der siebtgrößte. Zu dem Zeitpunkt waren unter anderem große ISP wie Hurricane Electric, Cloudflare und Google an KleyRex angebunden.